# 2014 في السودان
فيما يلي الأحداث التي وقعت خلال عام 2014 في السودان.

## الحكم
- الرئيس: عمر البشير
- نائب الرئيس:
  - بكري حسن صالح (الأول)
  - حسبو محمد عبد الرحمن (الثاني)

## أحداث

### شهر فبراير
- 19 فبراير - السودان يحاكم امرأة إثيوبية متزوجة للمحاكمة بعد تعرضها للاغتصاب الجماعي لأنها انتظرت قبل أن تبلغ عنها. تواجه عقوبة الإعدام بتهمة الزنا.[1]

- 15 مايو - حكم على مريم يحيى إبراهيم، امرأة مسيحية حامل في شهرها الثامن، بالإعدام شنقا بتهمة الردة في السودان في قضية أثارت إدانة دولية واسعة النطاق.[2]

### شهر نوفمبر
- 27 نوفمبر / تشرين الثاني - قُتل ما لا يقل عن 133 شخصاً وجرح 100 آخرين، في أعقاب الاشتباكات التي وقعت بين مجموعات أولاد عمران والزيود من قبيلة مسيريا. وقعت الاشتباكات في منطقة كواك بولاية كردفان الغربية.[3]